# Vidas privadas (obra de teatro)

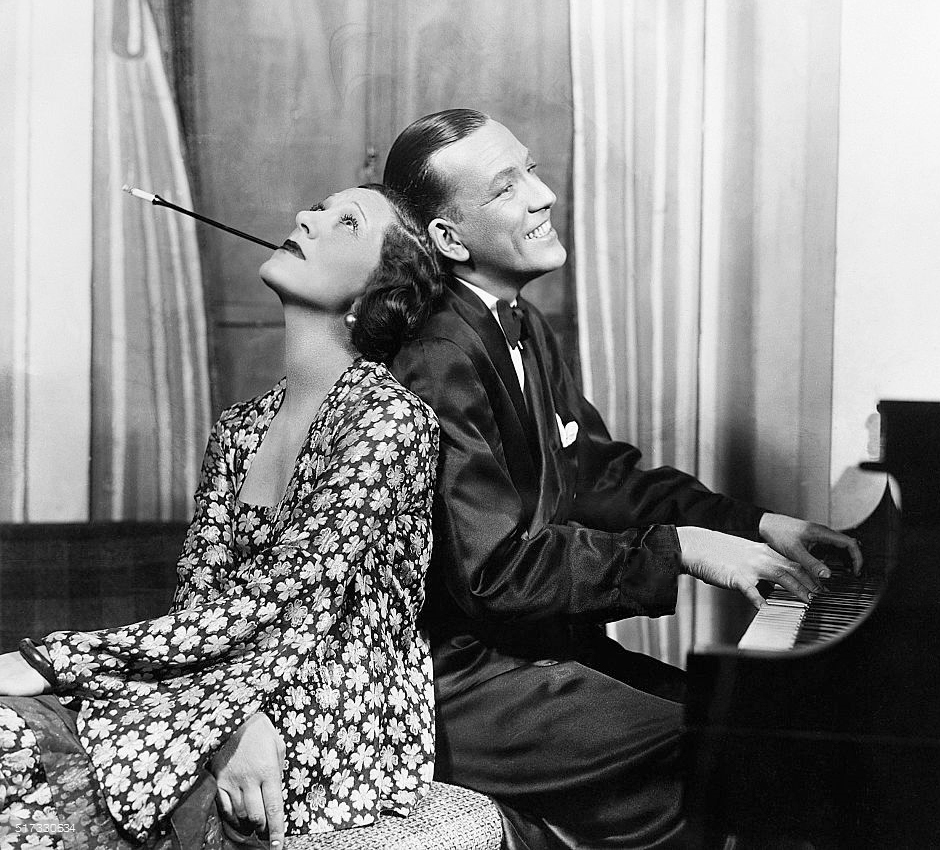
Fotografía promocional de Vidas Privadas

Vidas privadas (Private Lives en su título original) es una obra de teatro del dramaturgo británico Noël Coward estrenada en 1930.

## Argumento

### Acto I
Después de un breve noviazgo y un enlace matrimonial, Elyot y Sybil pasan su luna de miel en un hotel de Deauville, en Normandía. En la suite contigua, Amanda y Víctor están comenzando su nueva vida juntos, aunque él no puede dejar de pensar en las vejaciones que Amanda sufrió en un matrimonio anterior, al que se puso fi hace ya cinco años. Se descubre seguidamente que Elyot y Amanda son la pareja divorciada. Al enterarse de la casualidad, cada uno por su parte, ruegan a sus nuevas parejas abandonar el hotel. Sybil y Victor se niegan. El amor, entonces renace entre la pareja divorciada. Ambos abandonan a sus cónyuges y se fugan a su piso de París.

### Acto II
Según avanzan los días se revela que la nueva de Elyot y Amanda en París no es un camino de rosas. No pueden vivir el uno sin el otro, pero tampoco pueden vivir juntos. Discuten violentamente hasta el punto de malos tratos físicos, cuando Amanda rompe un disco sobre la cabeza de Elyot y este la abofetea en la cara. La pareja ha entrado en una espiral de amor y odio. En el apogeo de una de sus peleas más escandalosas, Sandra y Víctor entran en escena.

### Acto III
A la mañana siguiente, Amanda intenta escaparse temprano, pero se topa con Sybil y Víctor. Mientras hablan, llega Elyot, que de nuevo empieza a discutir con Amanda. Se llega al acuerdo que los nuevos cónyuges no accederán al divorcvio hasta transcurrido un año, para tener la seguridad en cuanto a los verdaeros sentimientos de Amanda y Eliot. Pero a medida que avanza la escena, Sandra y Víctor comienzan a acalorarse y a discutir entre ellos, defendiendo a sus respectivos cónyuges. Amanda y Elyot se dan cuenta entonces de que Sybil y Víctor están hechos el uno para la otra, al igual que ellos mismos. Elyot y Amanda abandonan la habitación en el punto más álgido de la pelea entre Víctor y Sybil.

## Representaciones destacadas
- King's Theatre, Edimburgo, 18 de agosto de 1930. Estreno.[1]
  - Dirección: Noël Coward.
  - Intérpretes: Noël Coward (Elyot), Gertrude Lawrence (Amanda), Adrianne Allen (Sybil),  Laurence Olivier (Victor).

- Times Square Theater, Broadway, 1931.[2]
  - Dirección: Noël Coward.
  - Intérpretes: Noël Coward (Elyot), Gertrude Lawrence (Amanda), Jill Esmond (Sybil),  Laurence Olivier (Victor).

- Plymouth Theatre, Broadway, 1948[3]
  - Intérpretes: Donald Cook (Elyot), Tallulah Bankhead (Amanda), Barbara Baxley (Sybil),  William Langford (Victor).

- Teatro Benavente, Madrid, 1950. Estreno en España.[4]
  - Dirección: Edgar Neville.
  - Traducción: Luis Fernando Igoa, Carlos Zubiria.
  - Intérpretes: Manuel Collado (Elyot), Conchita Montes (Amanda), Mary Campos (Sybil), Rafael Alonso (Victor).

- Teatro Beatriz, Madrid, 1970.[5]
  - Dirección: José María Morera.
  - Intérpretes: Carlos Larrañaga (Elyot), María Luisa Merlo (Amanda), Teresa Rabal (Sybil), Paco Morán (Victor).

- Queen's Theatre, Londres, 1972.
  - Dirección: John Gielgud.
  - Intérpretes: Robert Stephens (Elyot), Maggie Smith (Amanda).

- Lunt-Fontanne Theatre, Broadway, 1983.
  - Dirección: Milton Katselas
  - Intérpretes: Richard Burton (Elyot), Elizabeth Taylor (Amanda), Kathryn Walker (Sybil),  John Cullum (Victor).

- Broadhurst Theatre, Broadway, 1992.
  - Dirección: Milton Katselas
  - Intérpretes: Simon Jones (Elyot), Joan Collins (Amanda), Jill Tasker (Sybil),  Edward Duke (Victor).

- Albery Theatre, Londres, 2001.
  - Dirección: Howard Davies.
  - Intérpretes: Alan Rickman (Elyot), Lindsay Duncan (Amanda).

- Richard Rodgers Theatre, Broadway, 2002.
  - Dirección: Howard Davies.
  - Intérpretes: Alan Rickman (Elyot), Lindsay Duncan (Amanda).

- Teatro Real Cinema, Madrid, 2003.
  - Adaptación: Tomás Gayo.
  - Dirección: José Luis García Sánchez.
  - Intérpretes: Tomás Gayo (Elyot), Alicia Sánchez (Amanda), Lara Dibildos (Sybil),  Julio Escalada (Victor).

- Music Box Theatre , Broadway, 2011.
  - Dirección: Sir Richard Eyre;
  - Intérpretes: Paul Gross (Elyot), Kim Cattrall (Amanda), Anna Madeley (Sybil), Simon Paisley Day (Victor).

- Teatro Alianza, Montevideo, Uruguay, 2014. 
  - Dirección: Ignacio Cardozo;
  - Intérpretes: Álvaro Armand Ugón (Elyot), María Mendive (Amanda), Rafael Beltrán (Victor), Laura Martinelli (Sybil).

## Adaptación cinematográfica
Existe una versión para la gran pantalla, dirigida en 1931 por Sidney Franklin, con Norma Shearer, Robert Montgomery, Una Merkel y Reginald Denny. 